# Guglielmo Vicario
Pour les articles homonymes, voir Vicario.
Guglielmo Vicario, né le 7 octobre 1996 à Udine en Italie, est un footballeur international italien, qui évolue au poste de gardien de but à Tottenham Hotspur.

## Biographie

### En club

#### Formation et débuts
Né à Udine en Italie, Guglielmo Vicario est formé par l'un des clubs de sa ville natale, l'Udinese Calcio. Il commence toutefois sa carrière à l'A.S.D. Comunale Fontanafredda (en), où il est prêté en 2014 et ne porte finalement jamais les couleurs de l'Udinese.
En 2014 il rejoint le Venise FC. Il fait alors ses débuts en Serie C, jouant son premier match le 5 mars 2017 face au Teramo Calcio. Son équipe s'impose par quatre buts à un ce jour-là. Au Venise FC il est notamment la doublure d'Emil Audero et connait deux promotions et découvre la Serie B. Il devient titulaire lors de la saison 2018-2019.

#### Cagliari et Pérouse
Recruté en juillet 2019 par le Cagliari Calcio, Vicario est directement prêté pour une saison à l'AC Pérouse.
Lors de l'été 2020 il retourne à Cagliari. Doublure d'Alessio Cragno, il découvre tout de même la Serie A pendant l'absence de ce dernier. Il joue son premier match le 11 avril 2021 contre l'Inter Milan (défaite de Cagliari 1-0 score final).

#### Empoli FC
Le 9 juillet 2021, Guglielmo Vicario est prêté une saison avec option d'achat à l'Empoli FC.
Vicario joue son premier match pour Empoli le 15 août 2021, lors d'une rencontre de coupe d'Italie face au L.R. Vicence. Il est titularisé et son équipe s'impose par quatre buts à deux.
Le 18 juin 2022, l'Empoli FC lève l'option d'achat pour Vicario, qui rejoint donc définitivement le club,.

#### Tottenham Hotspur
Le 27 juin 2023, Guglielmo Vicario rejoint Tottenham Hotspur pour un contrat de 5 ans,
.
Il s'impose rapidement dans les cages de Tottenham remplaçant la légende Hugo Lloris. Il signe son premier clean-sheet le 19 août lors de la victoire 2-0 face Manchester United. Il réalise une performance spectaculaire lors du match Tottenham-Chelsea le 6 novembre où malgré la défaite 1-4 il signe de nombreux arrêts mais aussi sorti réussies dans les pieds des attaquants adverses, agissant comme un véritable libéro.

### En sélection
En septembre 2022, Guglielmo Vicario est appelé pour la première fois avec l'équipe nationale d'Italie par le sélectionneur Roberto Mancini,.
Vicario honore finalement sa première sélection avec l'équipe nationale d'Italie le 24 mars 2024, lors d'un match amical contre l'Équateur. Il est titularisé et son équipe s'impose par deux buts à zéro.
Il est retenu dans la liste des 26 joueurs italiens du sélectionneur Luciano Spalletti pour participer à l'Euro 2024 .

## Palmarès
Tottenham Hotspur
- Ligue Europa (1) : 
  - Vainqueur en 2025[16]’[17]